# 武氏祠

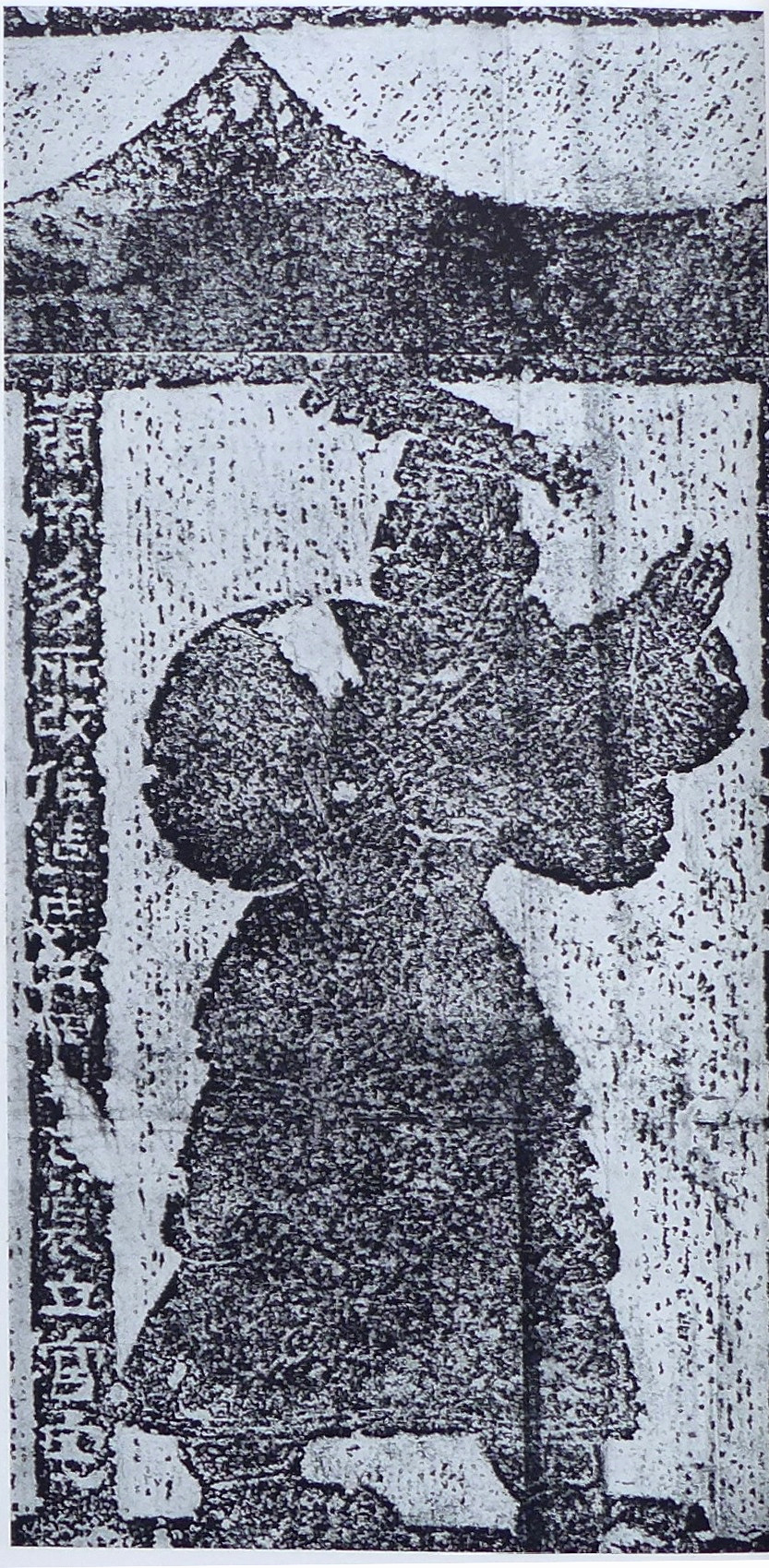
武氏祠の画像石に描かれた黄帝

武氏祠（ぶしし、拼音: wǔshìcí）は、中国の考古遺跡の一つ。山東省済寧市嘉祥県にある、後漢の豪族武氏を祀った墓地建造物群の総称。嘉祥武氏墓群石刻の名で全国重点文物保護単位に登録されている。
「画像石」すなわち中国神話や歴史故事を描いた壁画・レリーフで知られる。その画像石のうつし（拓本）が、図像資料として広く参照されている。

## 概要
武氏一族は殷王武丁の末裔とされ、後漢には任城県（現在の嘉祥県）の地方豪族として知られた。武氏祠の建造時期は、後漢末期の桓帝時期の西暦147年から霊帝時期の168年頃と推定される。
武氏祠の画像石については、宋代の金石学者たちが既に言及している。画像石は、もともとは墓に併設されていた石室の壁画だったが、宋代以降、河川の氾濫によって石室が埋没してしまった。清代中期（18世紀後半）、金石学者の黄易が画像石を発掘して、新たに煉瓦造の祠堂を建ててそこに保管した。以降、拓本が流通し画像石の代表例として知られるようになった。20世紀以降、考古学者や美術史学者が整理や研究を進めた。1961年には、第一次全国重点文物保護単位に登録された。21世紀現在、武氏祠があった場所に「武氏墓群石刻博物館」が設立されており、建造物群はそこに収蔵されている。
主に以下の建造物からなる。
- 武梁祠
- 武開明（武梁の弟）祠
- 武斑（武開明の子）祠
- 武栄（武斑の弟）祠
- 武氏闕（英語版）（墓地の入り口）
- 石獅子（中国語版）

闕などには石文が刻まれており、武氏の人名や建造経緯が書かれている。

## ギャラリー

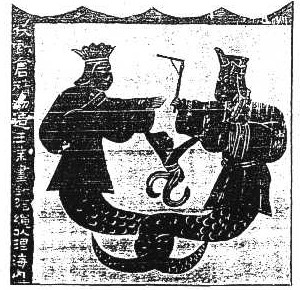
伏羲と女媧
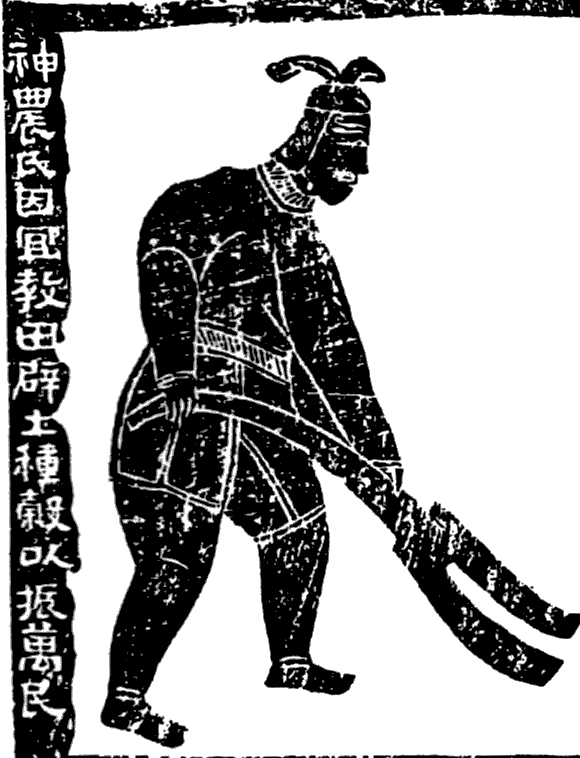
神農
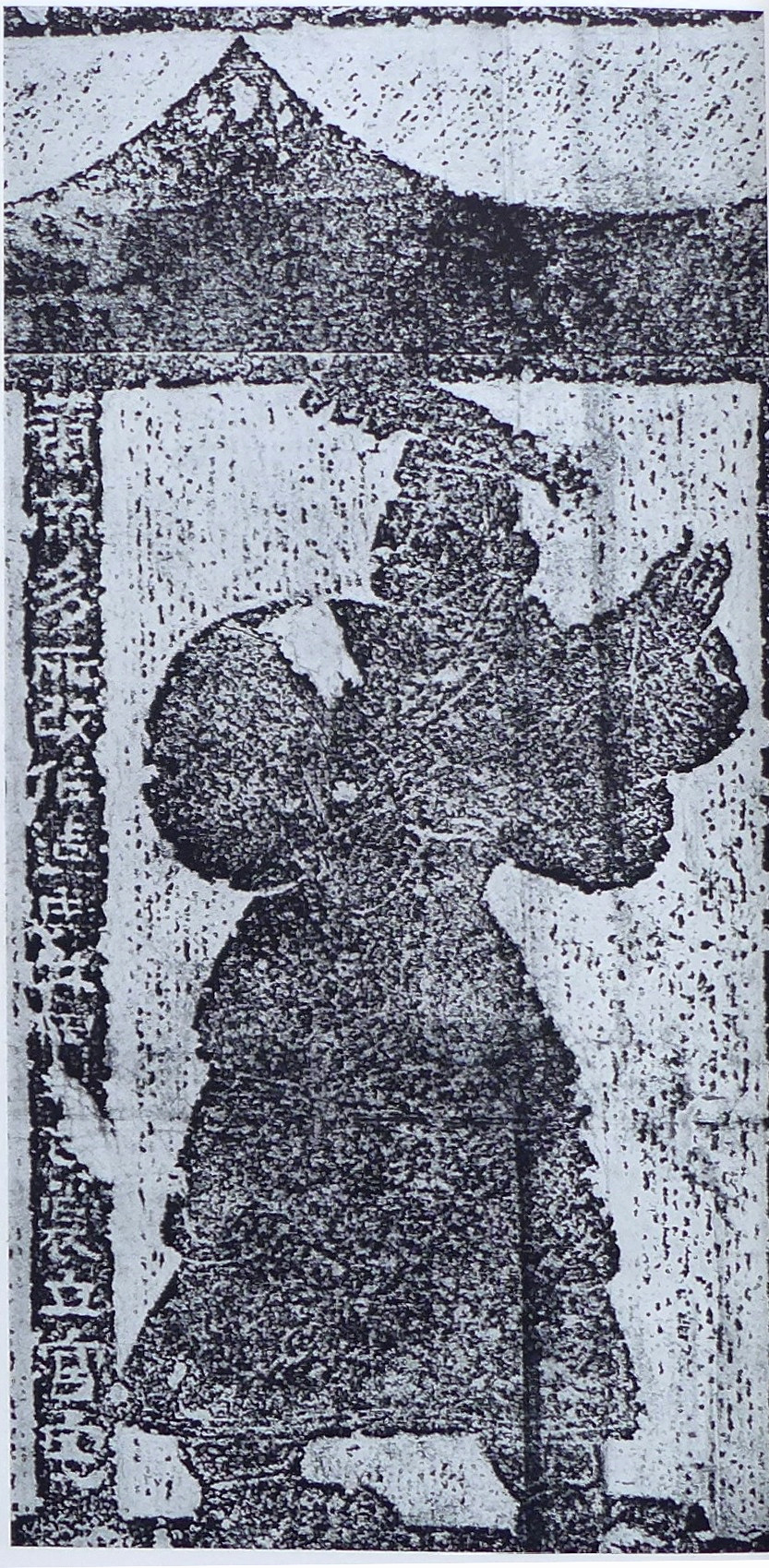
黄帝
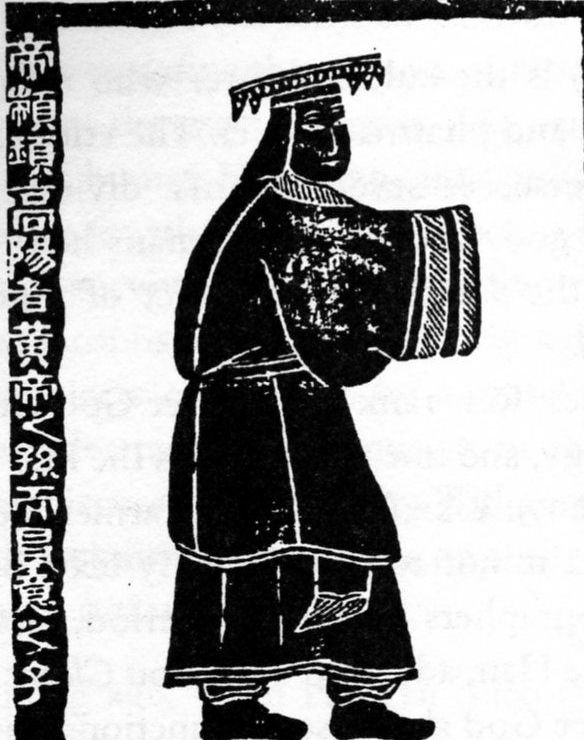
顓頊
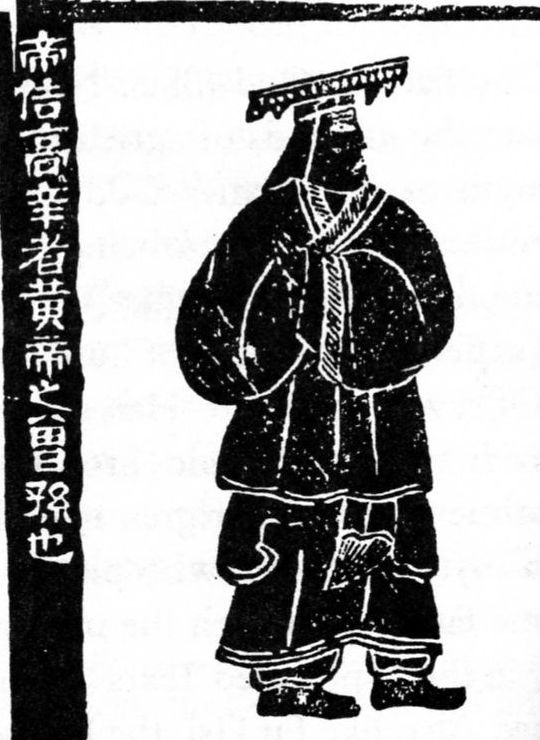
嚳
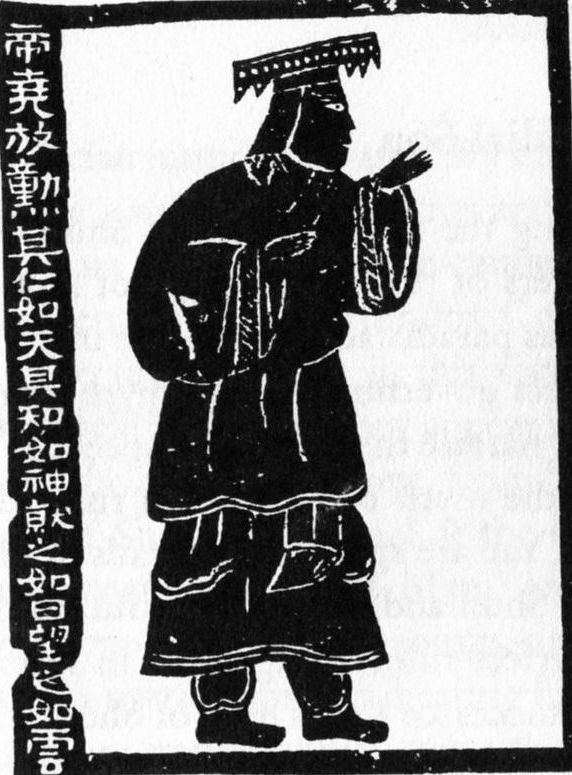
堯
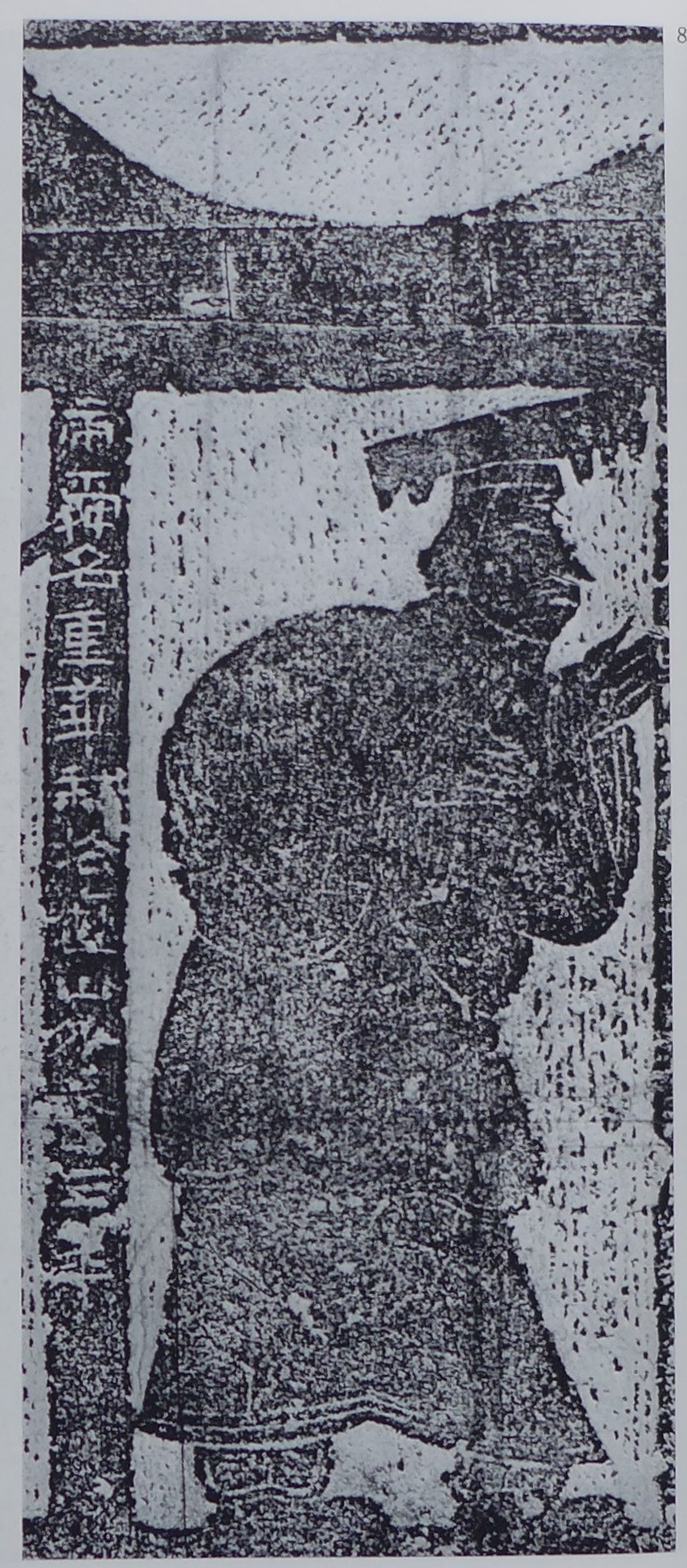
舜
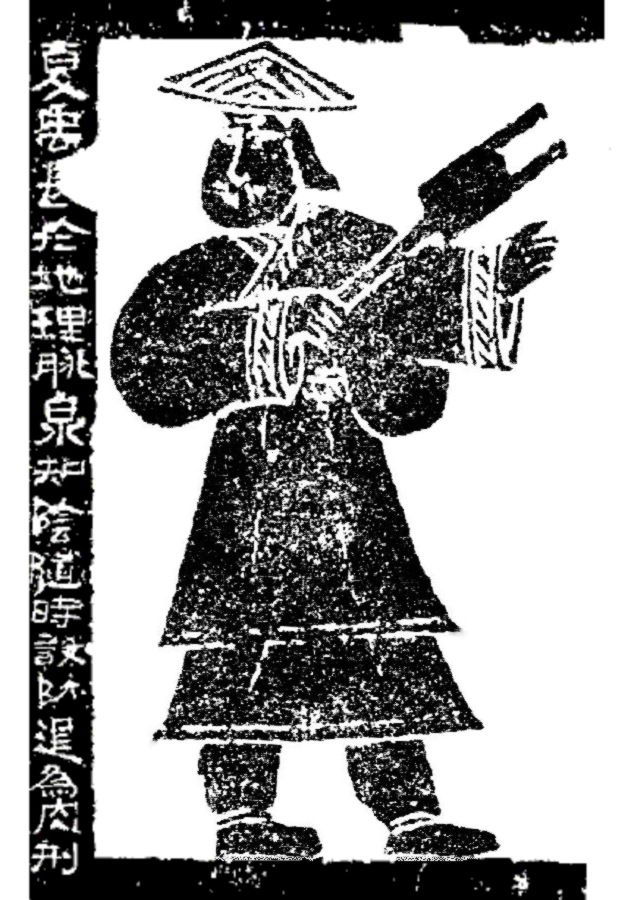
禹
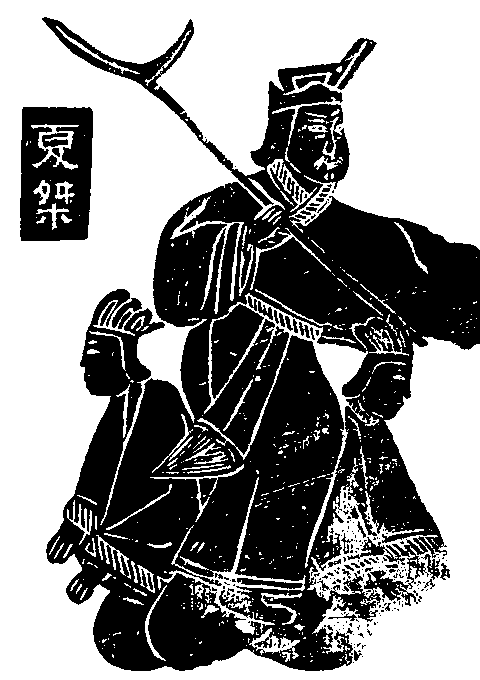
桀
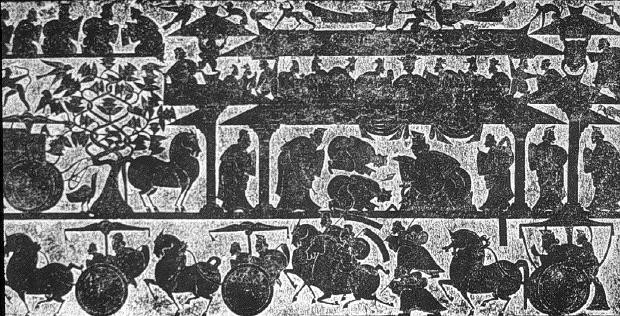
楼閣人物車騎画像石
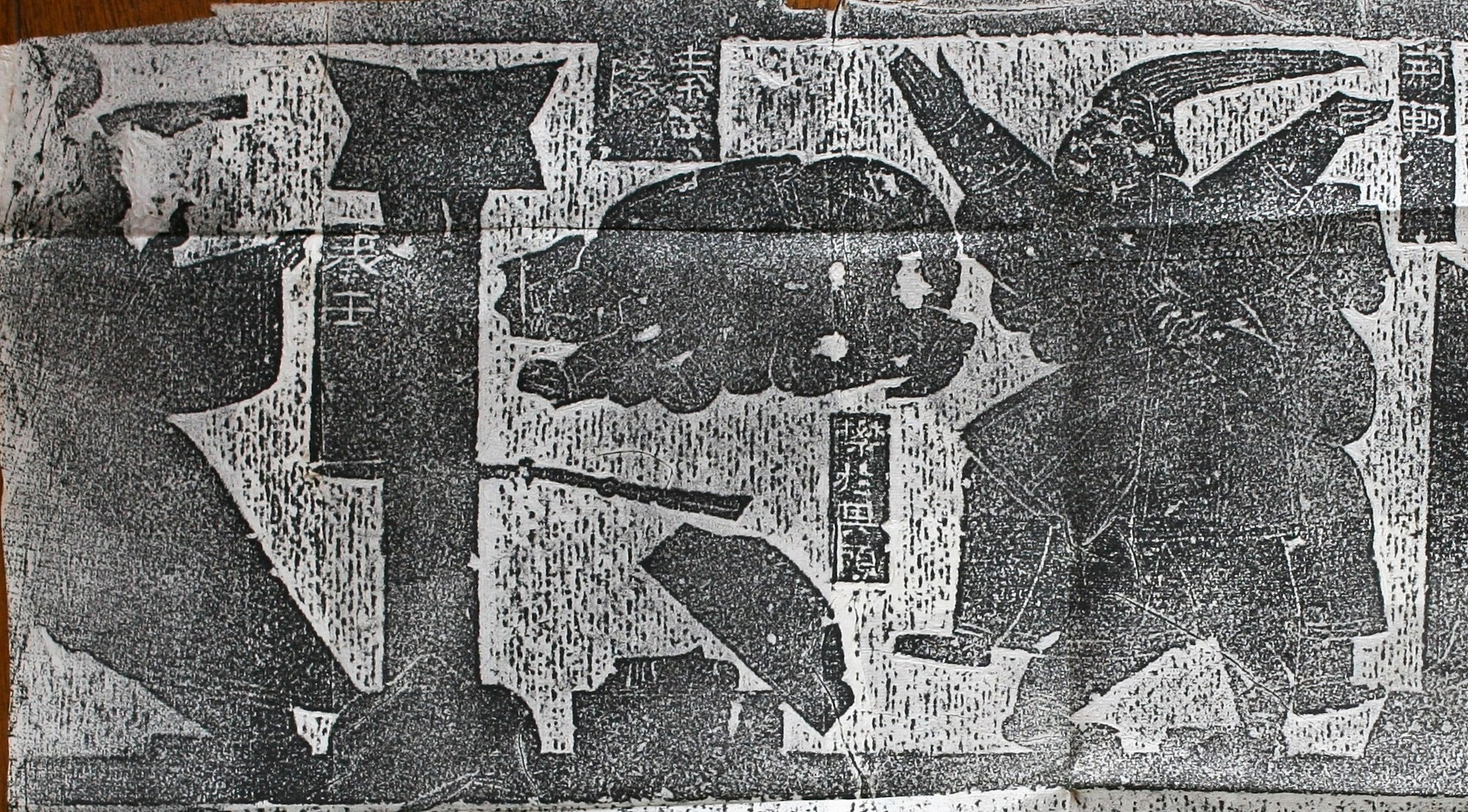
始皇帝の暗殺未遂
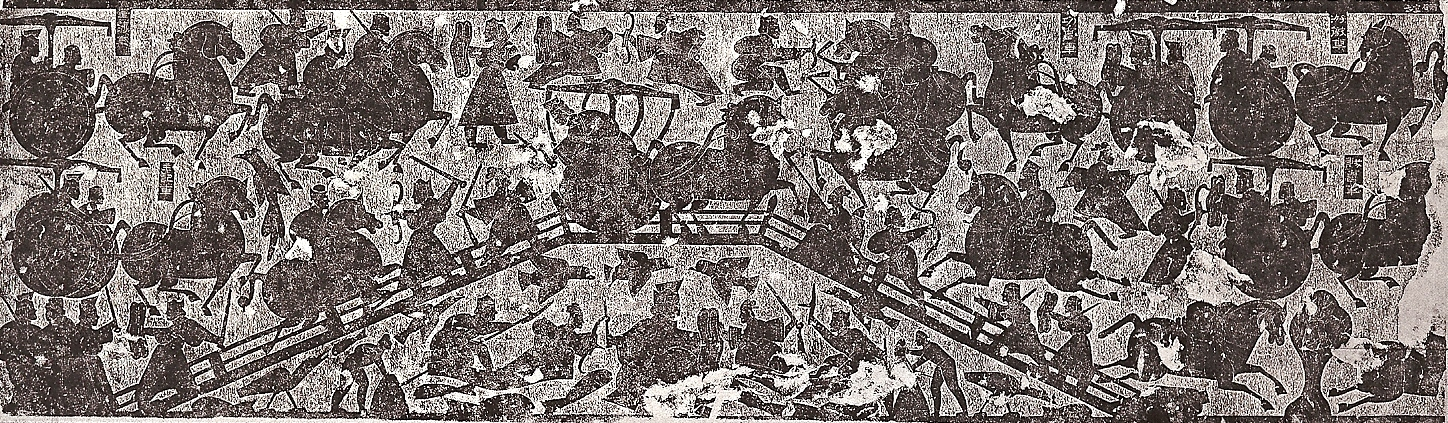
水陸攻戦図
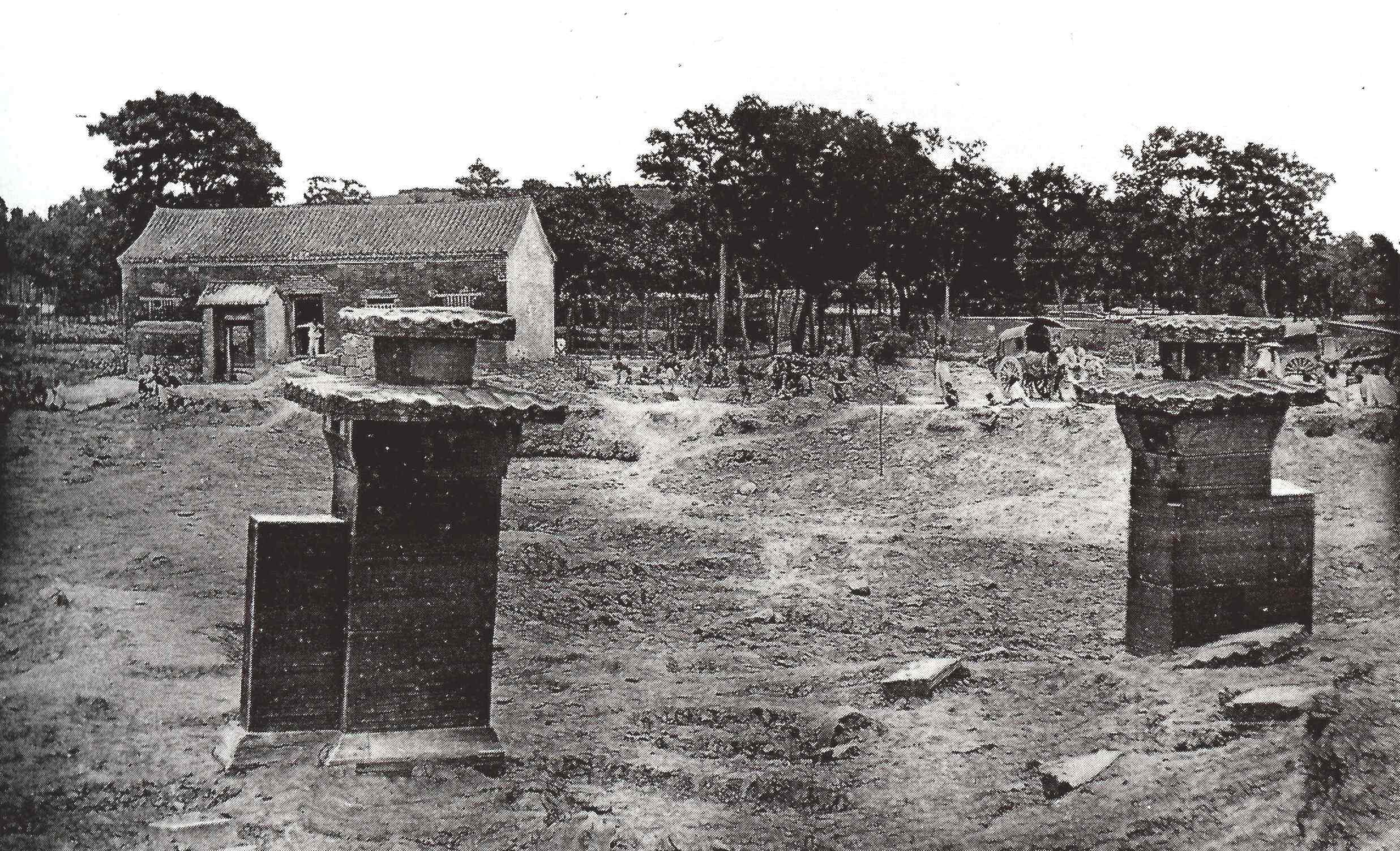
武氏闕
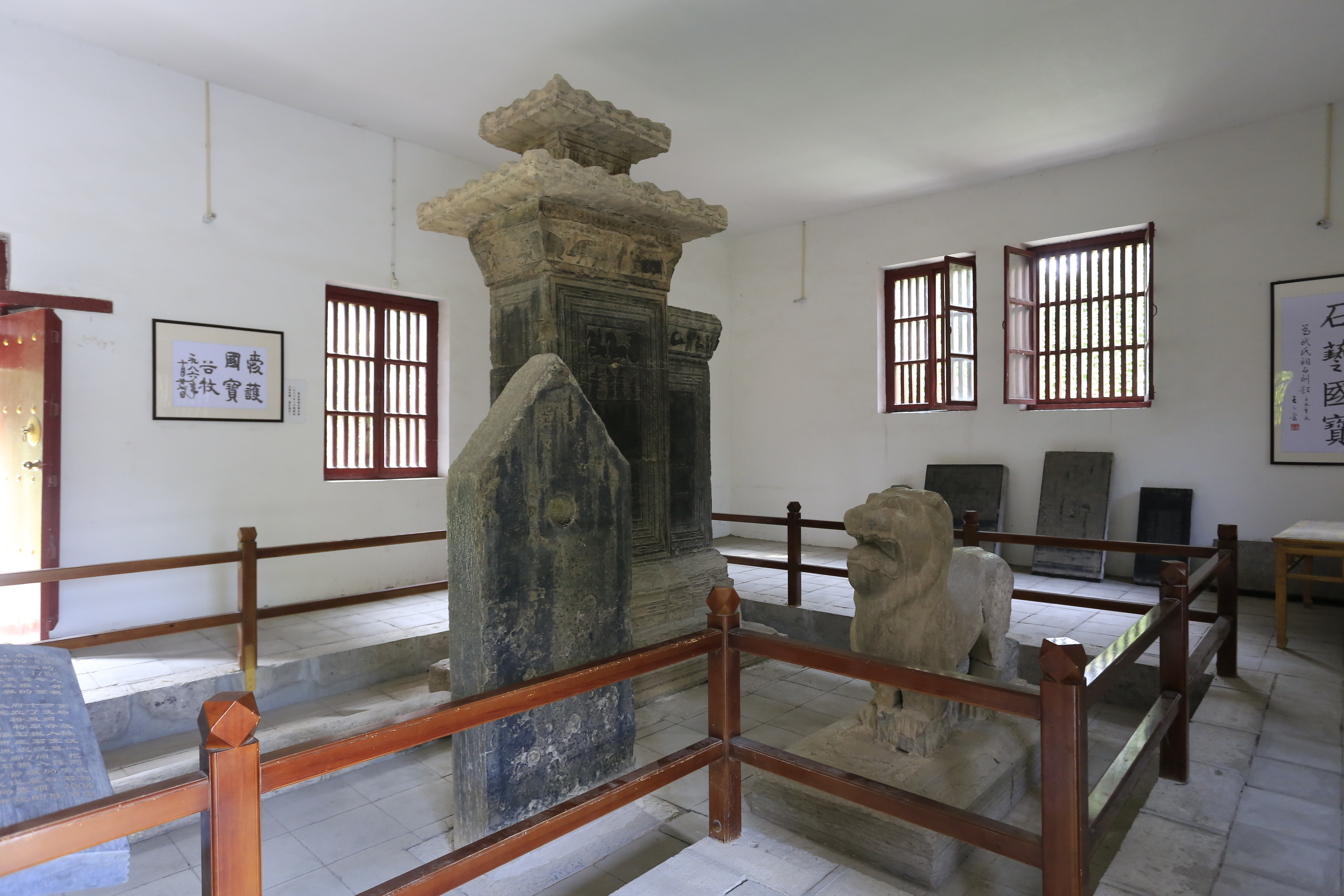
武氏闕、石獅子
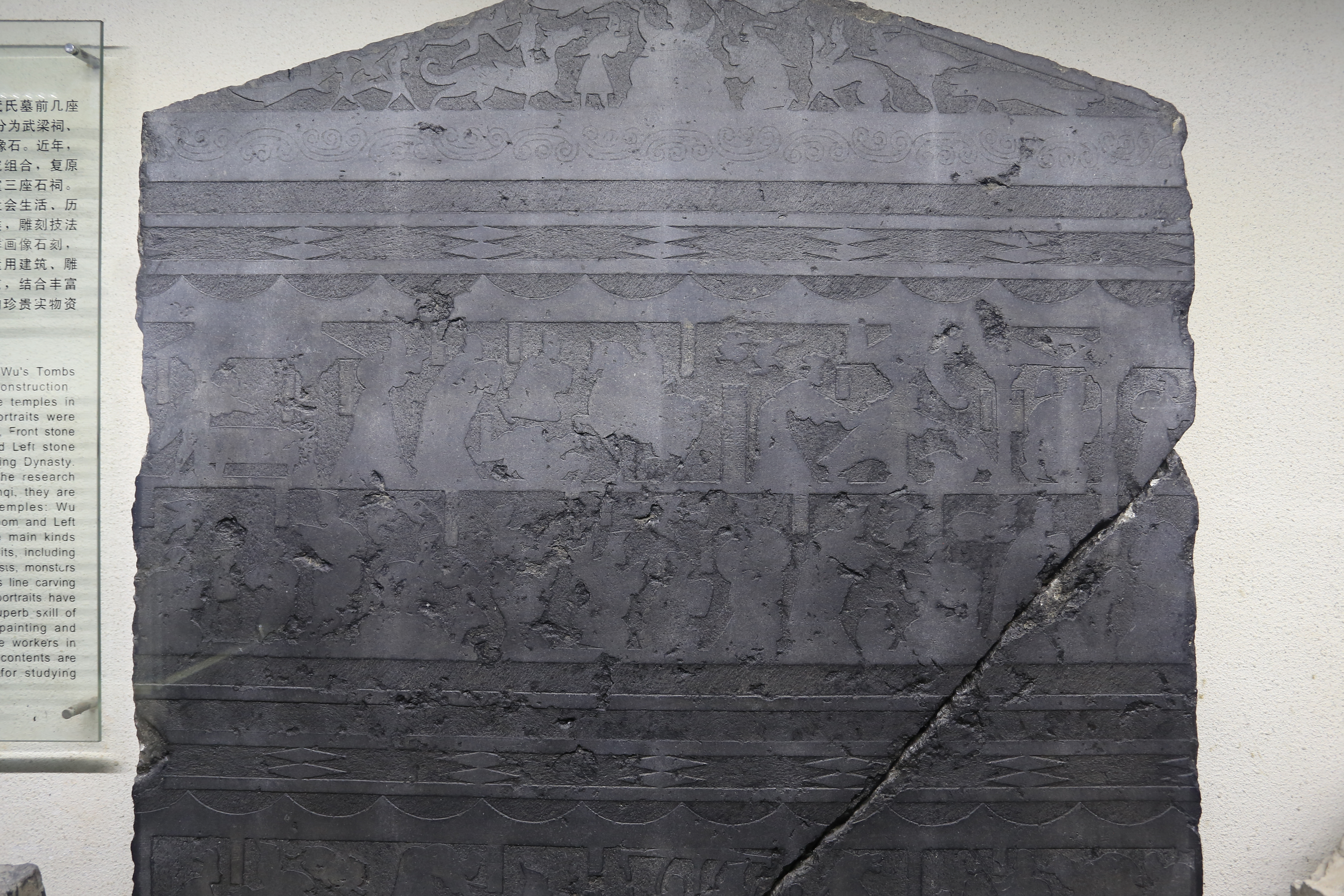
画像石
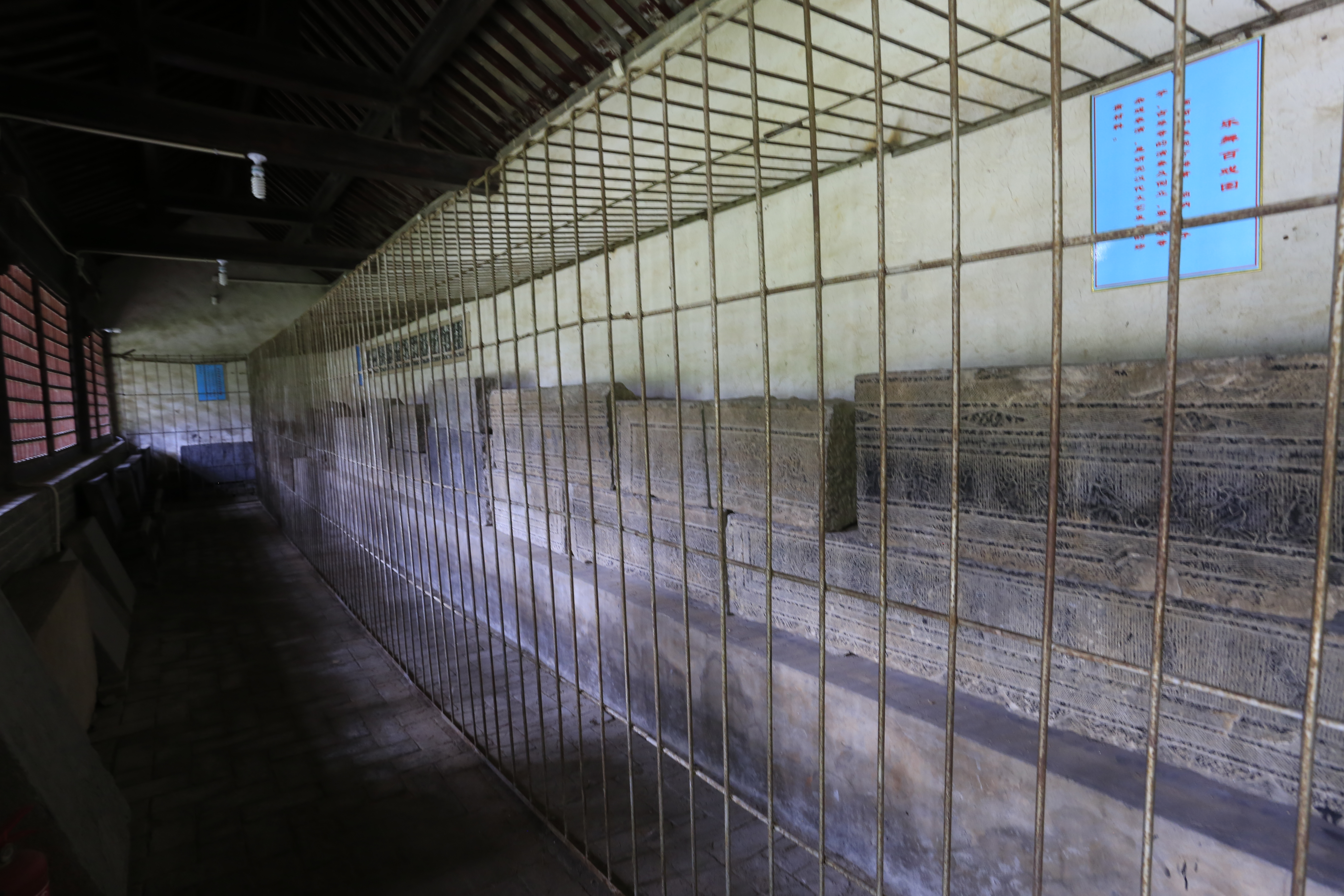
画像石

## 関連文献
- 菅野恵美 著「画像は語る」、中国出土資料学会 編『地下からの贈り物 新出土資料が語るいにしえの中国』東方書店、2014年。ISBN 978-4497214119。
- 林巳奈夫『石に刻まれた世界 画像石が語る古代中国の生活と思想』東方書店、1992年。ISBN 4497923401。
- 森下章司「漢代の説話画」『国立歴史民俗博物館研究報告』第194号、2015年。doi:10.15024/00002215。
- 渡部武『画像が語る中国の古代』平凡社、1991年。ISBN 4582284671。